# Neckartal zwischen den Neckarbrücken von Hochberg und Neckarweihingen mit Randgebieten, insbesondere Uhlberg, Lochholz und Beuzlen
Das Landschaftsschutzgebiet Neckartal zwischen den Neckarbrücken von Hochberg und Neckarweihingen mit Randgebieten, insbesondere Uhlberg, Lochholz und Beuzlen ist ein mit Verordnung der Unteren Naturschutzbehörde beim Landratsamt Ludwigsburg vom 5. September 1988 ausgewiesenes Landschaftsschutzgebiet (LSG-Nummer 1.18.053).

## Lage und Beschreibung
Das 380 Hektar große Gebiet liegt zwischen dem Ludwigsburger Stadtteil Poppenweiler und Remseck am Neckar und gehört naturräumlich zum Neckarbecken.
Vielgestaltige Kulturlandschaft mit historischen Terrassenweinbergen mit Natursteinmauern und -treppen, Wiesen in den Talauen des Neckars sowie Obstwiesengewanne. Das Gebiet bildet einen zusammenhängenden Erholungsraum.

## Schutzzweck
Schutzzweck ist gemäß Schutzgebietsverordnung die Erhaltung und Sicherung des ursprünglichen Charakters einer vielgestaltigen Kulturlandschaft in ihrer ökologischen Funktion für den Naturhaushalt. Der Lebensraum der heimischen Tier- und Pflanzenwelt in seiner Wechselwirkung mit den Randbereichen der Tallandschaft, sowie das reizvolle Landschaftsbild, soll vor störenden und beeinträchtigenden Veränderungen bewahrt werden. Dazu gehört auch die Erhaltung der Nutzungsstruktur der historischen Terrassenweinberge mit ihren Natursteinmauern und -treppen und die Sicherung des Gebietes für die Naherholung. Die Wiesen der Talaue des Neckartales und seiner Randgebiete sowie die Obstwiesengewanne des Schutzgebietes sind als landschaftlich und ökologisch wertvolle Landschaftsbestandteile besonders schutzwürdig. Das Errichten von baulichen Anlagen und Einfriedigungen soll verhindert werden.